# Elena Rumyantseva
 Elena Evguenyevna Rumyantseva , (em russo:  Елена Евгеньевна Румянцева) (7 de outubro de 1966) é um conhecido economista russo, vencedor do projeto internacional «A melhor economista da Rússia» (http://www.euraz.com/rumyanceva.html), Doutor em Ciências Econômicas, Professor.

## O trabalho científico
E.E.Rumyantseva publicou 47 livros e mais artigos científicos, incluindo o recorde mundial como o único autor de «The New Economic Enciclopédia» (ISBN 978-5-16-003264-1; primeira edição - 2005, os editores «INFRA-M» deste ano é o melhor livro, segunda edição - 2006, este ano - o vencedor de uma competição independente «Melhor Livro de Rússia», terceira edição - 2008 e 2010, quarta edição - 2012), economista do mundo só que foi capaz de organizar sobre as Sagradas Escrituras e os escritos dos grandes economistas (Adam Smith, John Styurta Mill, Alfred Marshall e outros) espiritual e moral base para o desenvolvimento da economia (do livro «As leis morais da economia» (2009; ISBN 978-5-16-003695-3) e «Economia da Felicidade» (2010; ISBN 978-5-16-003880-3)).
Entre outros livros de autores:
- «Metodologia prioridades de desenvolvimento da política agrícola na Rússia» (1996; ISBN 5-900818-19-5),
- «Estratégia para a Redução da Pobreza» (2001; ISBN 985-6320-88-7),
- «Investimentos e negócios-projetos» (2001; ISBN 985-6320-93-3 (ч.1); 985-6320-95-Х (ч.2)),
- «Produtos nocivos à saúde» (2005; ISBN 5-94010-354-5),
- «Avaliação Imobiliária» (2005; ISBN 5-16-002475-1),
- «Análise económica» (2008; ISBN 978-5-7729-0351-3);
- «Gestão Financeira» (2009; ISBN 978-5-7729-0385-8);
- «Moral Economy»: um manual de formação para os estudantes: em 3 partes. P. 1 — 60 с.; P. 2 — 56 с., P. 3 — 48 с. (2009; ISBN 978-5-85693-364-1).
- «Análise da política econômica: teoria e prática da Rússia». (2009; ISBN 978-5-7729-0452-7)